# Listers och Sölvesborgs domsaga
Lister och Sölvesborgs domsaga var en domkrets med en häradsrätt som bildades 1950 i Blekinge län. Domsagans område var ursprungligen hela Listers härad samt domkretsen för Sölvesborgs rådhusrätt och motsvarade 1971 de områden som då bildade Sölvesborgs kommun och Olofströms kommun. Häradsrätten och domsagan ingick i domkretsen för Hovrätten över Skåne och Blekinge. Häradsrätten var placerad i Sölvesborg. Domsagan ombildades 1971 till Listers och Sölvesborgs tingsrätt med oförändrad domsaga.

## Administrativ historik
Domsagan bildades 1950 genom sammanläggning av Listerdelen av den då upplösta Bräkne och Listers domsaga och domkretsen för Sölvesborgs rådhusrätt. Häradsrätten var placerad i Sölvesborg. År 1967 överfördes Mörrums och Elleholms socknar till Bräkne och Karlshamns domsaga. Häradsrätten ombildades 1971 till Listers och Sölvesborgs tingsrätt med oförändrad domsaga.

Domsagan bestod av ett tingslag, Listers och Sölvesborgs domsagas tingslag.